# トリッシュール
トリッシュール（マラヤーラム語: തൃശ്ശൂർ, IPA: [t̪r̥iʃːuːr]], 英語: Thrissur）はインド・ケララ州の都市。旧称のトリチュール (英: Trichur)としても知られる。
コーリコードとコーチの中間に位置している。市の人口は約32万人（2011年）。都市的地域人口は約136万人（2022年）で、同州ではコーチ、ティルヴァナンタプラム、コーリコード、カンヌールに次いで5位。
ケララ州における学術・文化・観光の中心都市として知られており、市の中心であるテーキンカート広場にはシヴァを祀るヒンドゥー教のワタックンナータ寺院が建てられている。ここで毎年モンスーン前に開催されるトリッシュール・プーラムは、同州最大の祭事として知られている。また、「トリッシュール」という地名もこの寺院の"തിരുശ്ശിവപ്പേരൂർ"（Tiruśśivappērūr、シヴァ神の御名がある場所）の短縮形に由来している。